# カール・フリードリヒ・ツァイス
カール・フリードリヒ・ツァイス（Carl Friedrich Zeiss、1816年9月11日 - 1888年12月3日）は、ドイツの光学機器製造業者。現代のレンズ作製技術に大きく貢献した。彼の設立した「カール・ツァイス・イェーナ」（現「カール・ツァイス」）はよく知られている。

## 略歴
- 1816年9月11日 - ヴァイマルに生まれた。父はヴァイマル宮廷の旋盤工長だったヨハン・ゴットフリート・アウグスト・ツァイス、母はアントネット・フリーデリケ・スミス。
- 1834年 - ギムナジウムを卒業後4年間イエナ大公の宮廷職工長だったケルナーの元で見習いを務めつつ、数学、実験物理学、人類学、鉱物学、光学、化学の講座をフリードリヒ・シラー大学イェーナで聴講した。後日顕微鏡の生産を始めるための示唆を受けることになったマティアス・ヤーコプ・シュライデンの講義も聴いている。
- 1846年 - イェーナに小さな工房を開き、道具がほとんどない中で多くの顕微鏡レンズを作製した。

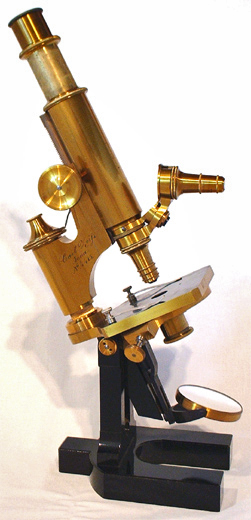
カール・ツァイス制作の顕微鏡 (1879年)

- 1847年 - 顕微鏡をフルタイムで製造するようになった。最初、レンズが1つだけのシンプルな解剖作業用の顕微鏡を製造し、初年におよそ23台を販売した。
- 1857年 - 複数のレンズを持つ顕微鏡「Stand I」を発売し、テューリンゲン州の産業博覧会で銀賞受賞。
- 1861年 - テューリンゲン州の産業博覧会で金賞受賞、ドイツの最高級光学製品の1つとみなされるようになった。この段階で彼は約20人の従業員を従えていた。
- 1866年 - 顕微鏡の販売数1,000台を達成した。物理学者のエルンスト・アッベを訪問して数学をレンズ設計に生かせないか相談、当初は経験に基づいた製品に後から無理矢理式を当てはめたようなものだったが時間を経るにしたがい式が改良された。
- 1872年 - 理論上の期待に添う顕微鏡が製造されるようになり、大きな利益を上げた。
- 1875年 - 利潤を分配するためエルンスト・アッベに事業に参加するよう働きかけ、共同経営となった。
- 1879年 - フリードリッヒ・オットー・ショットと友好関係を結んだ。
- 1886年 - ショットがクラウンガラスを開発したことでアッベの原理を充分に活用できるようになり、新しい種類の顕微鏡対物レンズ「アポクロマート」（略称「アポ」）や、ほとんど色収差を生じない水浸式補正接眼レンズを生みだした。当時有能な数学者として知られたパウル・ルドルフを迎え、写真レンズの開発に着手した。
- 1888年12月3日 - 脳溢血で死去、彼の息子ローデリッヒ・ツァイスとエルンスト・アッベの共同経営となった。
- 1889年 - エルンスト・アッベの主導でカール・ツァイス財団が設立され、あらゆる光学機器の製造元として高い国際的評価を得つつ今日も経営を続けている。